# کتی لکلر
کتی لکلر (انگلیسی: Katie Leclerc؛ زادهٔ ۶ نوامبر ۱۹۸۶) هنرپیشه اهل ایالات متحده آمریکا است.